# Ingénieur financier
 (mai 2022).
Si vous disposez d'ouvrages ou d'articles de référence ou si vous connaissez des sites web de qualité traitant du thème abordé ici, merci de compléter l'article en donnant les références utiles à sa vérifiabilité et en les liant à la section « Notes et références ».
Un ingénieur financier est un spécialiste de la finance, et plus particulièrement de la banque, de la finance d'entreprise et de la finance de marché, qui est obligé :
- d'établir et optimiser des montages de financement complexes (introduction en bourse, augmentation de capital…)
- combinant des instruments financiers variés (titres, prêts, dérivés de toutes natures),
- en créant un ou des véhicules de financement adaptés à un projet ou une opération donnée (financement de projet, titrisation de crédits, fusion-acquisition...),
- faisant souvent appel à plusieurs établissements financiers différents (pool de financement),
- en accordant une attention particulière tant à la limitation des risques financiers qu'à l'optimisation de la rentabilité.

Il est le plus souvent employé par une banque d'affaires pour la finance d'entreprise ou par une banque d'investissement pour la finance de marché. Maitriser les outils comptables est une obligation pour un ingénieur financier.

## Discipline
L'ingénierie financière s'appuie sur des outils issus des mathématiques appliquées, de l'informatique, des statistiques et de la théorie économique. Au sens le plus large, toute personne qui utilise des outils techniques en finance pourrait être appelée un ingénieur financier, par exemple tout programmeur informatique dans une banque ou tout statisticien dans un bureau économique gouvernemental.[8] Cependant, la plupart des praticiens limitent le terme à une personne formée à la gamme complète des outils de la finance moderne et dont le travail est éclairé par la théorie financière.Elle est parfois encore plus restreinte, pour ne couvrir que ceux qui sont à l'origine de nouveaux produits et stratégies financiers.

## Outils utilisés
L'ingénierie financière exige notamment de réaliser des simulations à partir de modèles mathématiques issus de la théorie financière.